# 猪名川運動公園
猪名川運動公園（いながわうんどうこうえん、英: Inagawa Sports Park）は、大阪府池田市にある運動公園である。猪名川運動場ともいう。

## 概要
都市計画法に規定される都市計画緑地に分類される猪名川緑地内に整備されている。池田市が管理している。猪名川の左岸およそ 9 キロメートルから 10.2 キロメートルにかけて広がっており、面積は、およそ 126,069 平方メートルである。所在地は、桃園一丁目、桃園二丁目、神田四丁目である。
北から順に、児童遊園地、北多目的広場、第1少年野球場、陸上競技場、サッカー場、第2少年野球場、第1・第2ソフトボール場、第1・第2・第3野球場、第3ソフトボール場、南多目的広場がある。
阪急宝塚本線の池田駅から西へ徒歩でおよそ15分ほど行ったところにある。園域は、猪名川花火大会の会場に含まれる。対岸のやや下流側には、東久代運動公園がある。東側には、池田市クリーンセンターや市立葬祭場、桃園会館などがある。上方を阪神高速11号池田線が通過している。

## 由来
1965年（昭和40年）3月、桃園一丁目の猪名川河川敷のおよそ 20,000 平方メートルを利用して、野球場やトラック競技場、簡易遊具を備えた猪名川青少年運動広場が設けられる。1969年（昭和44年）12月、都市計画緑地として計画決定が行われ、阪急宝塚線橋の南およそ 200 メートルから、中国自動車道付近までのおよそ 220,000 平方メートルを占有することが可能となり、現在の名称で開設される。
1970年（昭和45年）4月には、芝生の敷かれた運動広場や児童遊園地、砂場などが整備され、リニューアルオープンされた。1973年（昭和48年）10月、ソフトボール場などが整備される。その後、多目的広場や少年野球場などが順次増設されていった。1982年（昭和57年）8月、台風第10号により冠水が発生する。
1988年（昭和63年）6月、大雨により冠水が発生する。1999年（平成11年）6月、集中豪雨により冠水が発生する。2004年（平成16年）10月、台風第23号により冠水が発生する。2014年（平成26年）8月、台風第11号により冠水や土砂流出が発生する。2018年（平成30年）7月、豪雨により冠水が発生する。